# 岩垂今朝吉
岩垂 今朝吉（いわだれ けさきち、1865年10月10日 - 1917年7月16日）は日本の教育家。

## 略歴
信濃国諏訪郡小井川村（現・長野県岡谷市）生まれ。1887年長野県師範学校卒。高島小学校の訓導となる。素封家に篤志を依り、明治22年（1889年）諏訪郡育英会（後の諏訪郡実科中学校の前身母体）を創設。中学校設置の必要性を説き、諏訪中学（現諏訪清陵高等学校）教諭となった。また女子中等教育の必要性を説き、諏訪高等女学校（現諏訪二葉高等学校）の創設に尽力し、初代校長。生涯を通じ諏訪地域の教育普及に尽力した。大正5年（1916年）従七位に叙せられた。